# Winfield (Alabama)
Winfield è un comune degli Stati Uniti d'America situato nelle contee di Marion e Fayette dello Stato dell'Alabama.